# Lepechinia mexicana
Lepechinia mexicana là một loài thực vật có hoa trong họ Hoa môi. Loài này được (S.Schauer) Epling mô tả khoa học đầu tiên năm 1940.